# 行列群
数学において、行列群 (matrix group) は（通常は前もって固定される）ある体 K上の n 次可逆行列からなる群 G で、行列の積と逆の演算をもつ。より一般に、可換環 R 上の n 次可逆行列を考えることができる。（行列のサイズは有限に制限されていることに注意。なぜならば任意の群は任意の体上の無限行列の群として表現することができるからだ。）線型群 (linear group) は体 K 上の行列群に同型な抽象群である、言い換えれば、K 上の忠実な有限次元表現を持つ。
任意の有限群は線型である。これはケイリーの定理を使って置換行列により実現できることによる。無限群の中で、線型群は面白く扱いやすいクラスをなす。線型でない群の例はすべての「十分大きい」群を含む（例：無限集合の置換からなる無限対称群）。

## 基本的な例
可換環 R 上の n 次正方行列全体の集合 Mn(R) はそれ自身行列の加法と乗法の下で環である。Mn(R) の単元群は環 R 上の一般線型群と呼ばれ、GLn(R) あるいは GL(n, R) と表記される。すべての行列群は一般線型群の部分群である。

## 古典群
とりわけ面白い行列群はいわゆる古典群である。行列群の基礎環が実数のとき、これらの群は古典リー群である。基礎環が有限体であるとき古典群はリー型の群である。これらの群は有限単純群の分類において重要な役割を果たす。

## 行列群としての有限群
すべての有限群はある行列群と同型である。これはすべての有限群はある置換群と同型であると述べるケイリーの定理と似ている。同型の性質は推移的であるので、置換群から行列群をどのように構成するかを考えるだけでよい。
G を n 点 (Ω = {1, 2, …, n}) 上の置換群とし {g1, …, gk} を G の生成集合とする。複素数体上の一般線型群 GLn(C) は自然にベクトル空間 Cn に作用する。B = {b1, …, bn} を Cn の標準基底とする。各 gi に対して Mi ∈ GLn(C) を各 bj を bgi(j) に送る行列とする。つまり、置換 gi が点 j を k に送るならば、Mi は基底ベクトル bj を bk に送る。M を {M1, …, Mk} で生成される GLn(C) の部分群とする。すると G の Ω 上の作用はちょうど M の B 上の作用と同じである。各 gi を Mi に送る対応は同型に拡張され、したがってすべての群は行列群に同型であることが証明できる。
M は成分が 0 か 1 の行列しか含まないので体（上の場合 C）は無関係であることに注意が必要である。0 と 1 はすべての体に存在するので任意の体に対して同じ構成ができる。
例として、G = S3、3点上の対称群とする。g1 = (1, 2, 3) と g2 = (1, 2) とする。このとき
{\displaystyle M_{1}={\begin{bmatrix}0&0&1\\1&0&0\\0&1&0\end{bmatrix}}}
{\displaystyle M_{2}={\begin{bmatrix}0&1&0\\1&0&0\\0&0&1\end{bmatrix}}}
M1b1 = b2, M1b2 = b3 そして M1b3 = b1.  同様に、M2b1 = b2, M2b2 = b1 そして M2b3 = b3.

## 表現論と指標理論
線型変換と行列は（一般的に言って）数学においてよく理解されている対象であり、群の研究において広く使われてきた。とくに表現論は群から行列群への準同型を研究し、指標理論は表現のトレースによって与えられる群から体への写像を研究する。

## 例
リー群一覧、有限単純群一覧、単純リー群一覧、推移的有限線型群一覧を参照
- 任意の n について、ブレイド群 Bn は線型である。これは2000年に証明されるまで60年以上にわたって未解決であった[1]。

## 読書案内
- Suprunenko, D.A. (1976). Matrix groups. Translations of mathematical monographs. 45. American Mathematical Society. ISBN 0-8218-1595-4. MR390025. Zbl 0317.20028